# 新谷隆広
新谷 隆広（しんたに たかひろ、1960年5月8日 - ）は、群馬県を登録地としていた元競輪選手。日本競輪学校（以下、競輪学校）第48期生。師匠は新井市太郎（競輪学校第11期生）。

## 来歴
競輪学校の同期に市村和昭らがいた中で、在校競走成績は113戦93勝で第1位。卒業記念レースは3位だった。
1981年10月24日、ホームバンクだった前橋競輪場でデビューし初勝利を挙げた。
1982年のオールスター競輪（高松競輪場）で、特別競輪（現在のGI）初出場ながら決勝に進出（競走棄権）。1989年の日本選手権競輪（花月園競輪場）でも決勝に進出（5着）した。
また競走の傍ら、自らが主宰するグループを立ち上げ、合計10人の弟子を育てた。その中から、後閑信一（同65期生）らを輩出した。
2012年1月5日選手登録削除。通算戦績2361戦320勝。